# Sundsvalls valkrets
Sundsvalls valkrets var i valen till andra kammaren 1878–1908 en egen valkrets med ett mandat. Valkretsen, som omfattade Sundsvalls stad men inte den omgivande landsbygden, avskaffades vid införandet av proportionellt valsystem i valet 1911 och uppgick då i Medelpads valkrets. 

## Riksdagsmän
- Johan Severin Axell, c (1879–1880)
- Ulrik Bergmanson (1881)
- Johan Severin Axell, c (1882)
- Magnus Arhusiander, AK:s frih 1887–1888, AK:s c 1888–1892 (1883–lagtima riksdagen 1892)
- Rudolf Björck (urtima riksdagen 1892–1894)
- Magnus Arhusiander, frih c 1895–1897, partilös 1898–1899, lib s 1900–1901 (1895–1901)
- August Bystedt, lib s (1902)
- Rudolf Ekholm, lib s (1903–1905)
- Johannes Hellgren, lib s (1906–1909)
- Johan Norlén, lib s (1910–1911)

## Valresultat

### 1896
| Andrakammarvalet i Sverige 1896: Sundsvalls valkrets | Andrakammarvalet i Sverige 1896: Sundsvalls valkrets | Andrakammarvalet i Sverige 1896: Sundsvalls valkrets | Andrakammarvalet i Sverige 1896: Sundsvalls valkrets | Andrakammarvalet i Sverige 1896: Sundsvalls valkrets |
| Kandidat                                             | Kandidat                                             | Röster                                               | Röster                                               | Röster                                               |
| Kandidat                                             | Kandidat                                             | Antal                                                | %                                                    | +− %                                                 |
| ---------------------------------------------------- | ---------------------------------------------------- | ---------------------------------------------------- | ---------------------------------------------------- | ---------------------------------------------------- |
|                                                      | Magnus Arhusiander (frih c)                          | 172                                                  | 96,6                                                 |                                                      |
|                                                      | Närmaste kandidat                                    | 1                                                    | 0,6                                                  |                                                      |
|                                                      | Övriga kandidater                                    | 5                                                    | 2,8                                                  |                                                      |
| Antal giltiga röster                                 | Antal giltiga röster                                 | 178                                                  |                                                      |                                                      |
| Kasserade röster                                     | Kasserade röster                                     | 0                                                    |                                                      |                                                      |
| Totalt                                               | Totalt                                               | 178                                                  |                                                      |                                                      |

Valkretsen hade 13 854 invånare den 31 december 1895, varav 784 eller 5,7% var valberättigade. 178 personer deltog i valet, ett valdeltagande på 22,7%.

### 1899
| Andrakammarvalet i Sverige 1899: Sundsvalls valkrets | Andrakammarvalet i Sverige 1899: Sundsvalls valkrets | Andrakammarvalet i Sverige 1899: Sundsvalls valkrets | Andrakammarvalet i Sverige 1899: Sundsvalls valkrets | Andrakammarvalet i Sverige 1899: Sundsvalls valkrets |
| Kandidat                                             | Kandidat                                             | Röster                                               | Röster                                               | Röster                                               |
| Kandidat                                             | Kandidat                                             | Antal                                                | %                                                    | +− %                                                 |
| ---------------------------------------------------- | ---------------------------------------------------- | ---------------------------------------------------- | ---------------------------------------------------- | ---------------------------------------------------- |
|                                                      | Magnus Arhusiander                                   | 134                                                  | 68,5                                                 | ▼28,1                                                |
|                                                      | August Bystedt                                       | 56                                                   | 28,6                                                 |                                                      |
|                                                      | Övriga kandidater                                    | 6                                                    | 3,0                                                  |                                                      |
| Antal giltiga röster                                 | Antal giltiga röster                                 | 196                                                  |                                                      |                                                      |
| Kasserade röster                                     | Kasserade röster                                     | 2                                                    |                                                      |                                                      |
| Totalt                                               | Totalt                                               | 198                                                  |                                                      |                                                      |

Valet hölls den 12 september 1899. Valkretsen hade 14 428 invånare den 31 december 1898, varav 853 eller 5,9% var valberättigade. 198 personer deltog i valet, ett valdeltagande på 23,2%.

### 1902
| Andrakammarvalet i Sverige 1902: Sundsvalls valkrets | Andrakammarvalet i Sverige 1902: Sundsvalls valkrets | Andrakammarvalet i Sverige 1902: Sundsvalls valkrets | Andrakammarvalet i Sverige 1902: Sundsvalls valkrets | Andrakammarvalet i Sverige 1902: Sundsvalls valkrets |
| Kandidat                                             | Kandidat                                             | Röster                                               | Röster                                               | Röster                                               |
| Kandidat                                             | Kandidat                                             | Antal                                                | %                                                    | +− %                                                 |
| ---------------------------------------------------- | ---------------------------------------------------- | ---------------------------------------------------- | ---------------------------------------------------- | ---------------------------------------------------- |
|                                                      | August Bystedt                                       | 120                                                  | 99,2                                                 | ▲70,6                                                |
|                                                      | Närmaste kandidat                                    | 1                                                    | 0,8                                                  |                                                      |
| Antal giltiga röster                                 | Antal giltiga röster                                 | 121                                                  |                                                      |                                                      |
| Kasserade röster                                     | Kasserade röster                                     | 1                                                    |                                                      |                                                      |
| Totalt                                               | Totalt                                               | 122                                                  |                                                      |                                                      |

| Andrakammarvalet i Sverige 1902: Sundsvalls valkrets | Andrakammarvalet i Sverige 1902: Sundsvalls valkrets | Andrakammarvalet i Sverige 1902: Sundsvalls valkrets | Andrakammarvalet i Sverige 1902: Sundsvalls valkrets | Andrakammarvalet i Sverige 1902: Sundsvalls valkrets |
| Kandidat                                             | Kandidat                                             | Röster                                               | Röster                                               | Röster                                               |
| Kandidat                                             | Kandidat                                             | Antal                                                | %                                                    | +− %                                                 |
| ---------------------------------------------------- | ---------------------------------------------------- | ---------------------------------------------------- | ---------------------------------------------------- | ---------------------------------------------------- |
|                                                      | Rudolf Ekholm                                        | 353                                                  | 57,5                                                 |                                                      |
|                                                      | Närmaste kandidat                                    | 260                                                  | 42,3                                                 |                                                      |
|                                                      | Övriga kandidater                                    | 1                                                    | 0,2                                                  |                                                      |
| Antal giltiga röster                                 | Antal giltiga röster                                 | 614                                                  |                                                      |                                                      |
| Kasserade röster                                     | Kasserade röster                                     | 1                                                    |                                                      |                                                      |
| Totalt                                               | Totalt                                               | 615                                                  |                                                      |                                                      |

Valet hölls den 2 september 1902. Valkretsen hade 15 087 invånare den 31 december 1901, varav 1 032 eller 6,8% var valberättigade. 122 personer deltog i valet, ett valdeltagande på 11,8%. 
Men då den valde riksdagsmannen avled fick ett nyval hållas den 3 januari 1903. Då var det 1 362 valberättigade varav 615 eller 45,2% deltog.

### 1905
| Andrakammarvalet i Sverige 1905: Sundsvalls valkrets | Andrakammarvalet i Sverige 1905: Sundsvalls valkrets | Andrakammarvalet i Sverige 1905: Sundsvalls valkrets | Andrakammarvalet i Sverige 1905: Sundsvalls valkrets | Andrakammarvalet i Sverige 1905: Sundsvalls valkrets |
| Kandidat                                             | Kandidat                                             | Röster                                               | Röster                                               | Röster                                               |
| Kandidat                                             | Kandidat                                             | Antal                                                | %                                                    | +− %                                                 |
| ---------------------------------------------------- | ---------------------------------------------------- | ---------------------------------------------------- | ---------------------------------------------------- | ---------------------------------------------------- |
|                                                      | Johannes Hellgren                                    | 416                                                  | 57,0                                                 |                                                      |
|                                                      | O.F. Hedström                                        | 310                                                  | 42,5                                                 |                                                      |
|                                                      | Övriga kandidater                                    | 4                                                    | 0,5                                                  |                                                      |
| Antal giltiga röster                                 | Antal giltiga röster                                 | 730                                                  |                                                      |                                                      |
| Kasserade röster                                     | Kasserade röster                                     | 0                                                    |                                                      |                                                      |
| Totalt                                               | Totalt                                               | 730                                                  |                                                      |                                                      |

Valet hölls den 5 september 1905. Valkretsen hade 15 872 invånare den 31 december 1904, varav 1 178 eller 7,4% var valberättigade. 730 personer deltog i valet, ett valdeltagande på 62,0%.

### 1908
| Andrakammarvalet i Sverige 1908: Sundsvalls valkrets | Andrakammarvalet i Sverige 1908: Sundsvalls valkrets | Andrakammarvalet i Sverige 1908: Sundsvalls valkrets | Andrakammarvalet i Sverige 1908: Sundsvalls valkrets | Andrakammarvalet i Sverige 1908: Sundsvalls valkrets |
| Kandidat                                             | Kandidat                                             | Röster                                               | Röster                                               | Röster                                               |
| Kandidat                                             | Kandidat                                             | Antal                                                | %                                                    | +− %                                                 |
| ---------------------------------------------------- | ---------------------------------------------------- | ---------------------------------------------------- | ---------------------------------------------------- | ---------------------------------------------------- |
|                                                      | Johannes Hellgren                                    | 298                                                  | 98,3                                                 | ▲41,3                                                |
|                                                      | Närmaste kandidat                                    | 2                                                    | 0,7                                                  |                                                      |
|                                                      | Övriga kandidater                                    | 3                                                    | 1,0                                                  |                                                      |
| Antal giltiga röster                                 | Antal giltiga röster                                 | 303                                                  |                                                      |                                                      |
| Kasserade röster                                     | Kasserade röster                                     | 0                                                    |                                                      |                                                      |
| Totalt                                               | Totalt                                               | 303                                                  |                                                      |                                                      |

Valet hölls den 19 september 1908. Valkretsen hade 16 347 invånare den 31 december 1907, varav 1 200 eller 7,3 % var valberättigade. 303 personer deltog i valet, ett valdeltagande på 25,3 %.